# Battle Royale (roman)
Battle Royale is een Japanse roman geschreven door Koushun Takami. De roman was af in 1996, maar werd pas in 1999 gepubliceerd. Het boek was een bestseller en werd vertaald in het Engels, Frans, Duits, Italiaans, Russisch, Noors en Hongaars.  De roman gaat over middelbareschoolleerlingen die gedwongen worden met elkaar te vechten tot op de dood, in een door de overheid opgezet programma.
In 1997 werd het ingezonden voor de Japanse Grand Prix van de horrorroman, maar werd het in de laatste ronde uit de selectie gehaald. In het jaar 2000 kreeg het de vierde plek in een Japanse mystery- en horrorliteratuurlijst Kono Mystery en werden er meer dan een miljoen exemplaren verkocht.
In 2000 werd er een mangaserie van gemaakt (door Takami zelf) en een film. De film was, net als het boek, zowel controversieel als succesvol. De film werd veroordeeld door het Japanse parlement, en was een van de meest winstgevende Japanse films aller tijden. Later verschenen nog twee mangaversies. Er verscheen ook een vervolg op de roman, Battle Royale II: Requiem.

## Inhoud
Battle Royale vindt plaats in 1997, in Japan, dat onderdeel is van ‘De Republiek van een Groter Azië’, een autoritaire staat. Onder het mom van een studiereis wordt een groep leerlingen uit de (fictieve) stad Shiroiwa in de  prefectuur Kagawa  in een bus verdoofd met gas. Ze worden wakker op Okishima, een geïsoleerd en verlaten eiland ten zuidwesten van Shodoshima (gebaseerd op het eiland Ogijima). Ze krijgen te horen dat ze met ‘Het Programma’ mee doen, officieel een militair programma, bedoeld om de bevolking angst aan te jagen en eventuele opstanden in de kiem te smoren.
Het programma eindigt wanneer er één student over is. Diegene verdient hier een door de overheid uitbetaald pensioen mee.
De locaties van de leerlingen worden door middel van halsbanden met GPS gevolgd. Als ze zouden proberen te ontsnappen of in verboden zones komen ontploft de halsband. Om de zes uur komen er verboden zones bij, om te zorgen dat de studenten elkaar niet uit de weg gaan. Als er meer dan één iemand over blijft na 24 uur, gaat iedereen er aan.
Na een korte briefing over de regels krijgt iedereen een overlevingspakket, met een kaart, een kompas, wat water, eten, en één wapen. Niet iedereen krijgt een heel functioneel wapen, zo is er ook een leerling die het met een pannendeksel moet doen. Tijdens de briefing worden al twee studenten gedood, dit omdat ze brutaal doen tegen de supervisor.
Losgelaten op het eiland reageert iedereen op zijn of haar eigen manier. De psychotische Mitsuko slaat meteen aan het moorden, Hiroki probeert zijn beste vriend en het meisje op wie hij verliefd is te vinden. Kazuo ontplooit zich als een echte killer; sinds hij bij een ernstig auto-ongeluk betrokken is geraakt is hij niet meer in staat menselijke emoties te voelen. Shinji en de clown van de klas Yutaka proberen het eiland te ontsnappen.
Uiteindelijk blijven er vier over: de verteller, Shuya, en Noriko, een meisje op wie zijn beste vriend een crush heeft, Shogo, die de vorige keer gewonnen had, en Kazuo. Na een auto-achtervolging en schietpartij tussen Kazuo en de drie hoofdfiguren schiet Noriko Kazuo neer. Om de stille en goeiige Noriko hierover geen schuldgevoel te geven levert Shogo het genadeschot aan Kazuo, waardoor hij dus uiteindelijk de moordenaar is. Shogo neemt de twee mee naar een heuvel, vertelt ze dat hij ze neer zal schieten en schiet twee keer in de lucht. Zo misleidt hij de organisatoren, die meeluisteren via microfoontjes in de halsbanden. Hij verwijdert dan de halsbanden en maakt ze onschadelijk door middel van een hack. 
Shogo gaat aan boord van het schip dat klaar is gelegd voor de winnaar. Verderop aan de kust haalt hij Noriko en Shuya op. Sakamochi, een leraar komt erachter dat er vals wordt gespeeld, waarop een schietpartij volgt. Sakamochi sterft en even later Shogo ook, maar hij heeft er vrede mee. 
Noriko en Shuya leggen aan op het vasteland en proberen een kliniek van een vriend van zijn vader te bereiken. Vanuit daar maken ze plannen om naar Amerika te gaan, maar het is niet duidelijk of ze dat halen: als ze de trein nemen worden ze gezien door een politieagent. Zo eindigt het boek.

## Achtergrondinformatie
Takami legde de laatste hand aan Battle Royale toen hij stopte met werken als journalist in 1996. 
Takami heeft over de personages gezegd dat ze, ondanks verschillende hobby’s en uiterlijke kenmerken, zeer op elkaar lijken. 
Over de manga-versie zei hij het tegenovergestelde. Volgens hem komt dat omdat hij samenwerkte met iemand die er beter in was personages te creëren.
In 2001 schreef Kōji Ōnuma een dissertatie over Battle Royale, genaamd Battle Royale: Analysis of Extreme Psychology.
Battle Royale werd in het Engels vertaald door Yuji Oniki. Het boek kwam op 26 februari 2003 uit in de Verenigde Staten, waar het werd uitgegeven door Viz Media. Op 17 november 2009 kwam er een uitgebreide versie uit, met vernieuwde vertaling en een nawoord van Takami. Deze werd uitgegeven door Haikasoru, een afdeling van Viz media. Bij de versie zat ook een interview met de regisseur over de verfilming. Er staat een nieuwe uitgave gepland op 1 april 2014, met de titel Battle Royale: Remastered. Ze zullen ook het “Battle Royale Slam Book: Essays on the Cult Classic Novel door Koushon Takami” op dezelfde dag uitgeven, wat essays zal bevatten over details van de roman, de controverse om het boek en de geschreven sciencefiction, thriller en horror versies die er van het boek zijn geschreven, onder andere door Brian Keene, John Skipp en Catherynne M. Valente.

### Manga
Een door Takami geschreven manga-versie en door Masayuki Taguchi geïllustreerde versie werd als serie uitgegeven in het Young Champion Magazine, van 2000, tot 2005. Het werd samengevoegd in vijftien versies en uitgegeven in Amerika door Tokyopop, vanaf 2003 tot 2006.

### Films
Battle Royale werd in 2000 verfilmd; regisseur Kinji Fukasaku; geschreven door z’n zoon: Kenta Fukasaku. In 2003 verscheen Battle Royale II: Requiem.
In juni 2006 meldde het tijdschrift Variety dat New Line Cinema een Amerikaanse versie zou maken, 
 maar New Line heeft nooit de rechten opgekocht en na het drama op Virginia High in april 2007 werden de plannen definitief uitgesteld. In 2012 zei een van de producers dat het niet meer mogelijk zijn om een Battle Royale-remake te maken vanwege The Hunger Games, dat al kritiek had gekregen omdat het op Battle Royale zou lijken.

## Ontvangst
In 1999 werd Battle Royale een van de best verkochte romans in Japan. 
 Ook in het buitenland werd er veel aandacht aan besteed. In Entertainment Weekly zei Stephen King dat het een van zijn zeven leeshoogtepunten was in zijn 2005 zomerlijst: Battle Royale is an insanely entertaining pulp riff that combines Survivor with WWE. Or maybe Royale is just insane."
Schrijver David N. Alderman, die schrijft voor de Red Room-site, gaf Battle Royale een score van viereneenhalf (van vijf): "Het is een briljant verhaal, zeker voor die tijd. Het snijdt controversiële thema’s aan als moord, overlevingsdrang, liefde, loyaliteit en moraal."

## Invloed
Battle Royale heeft onder andere Quentin Tarantino beïnvloed. Dit is met name te zien in zijn Kill Bill-films. Het personage Gogo Yubari, gespeeld door Chiaki Kuriyama komt sterk overeen met het personage dat ze in de Battle Royale-film speelt, Takako Chigusa.
Het in 2008 verschenen The Hunger Games door Suzanne Collins heeft veel te verwijten gekregen erg op Battle Royale te lijken. Collins zegt zelf dat ze nog nooit van Battle Royale had gehoord toen ze haar boek schreef.